# Uvaria peninsula
Uvaria peninsula este o specie de plante angiosperme din genul Uvaria, familia Annonaceae, descrisă de Adolph Daniel Edward Elmer. Conform Catalogue of Life specia Uvaria peninsula nu are subspecii cunoscute.